# Whoopee! (film)
Pour les articles homonymes, voir Whoopee!.
Whoopee! est un film musical américain en noir et blanc et en Technicolor réalisé par Thornton Freeland, sorti en 1930.

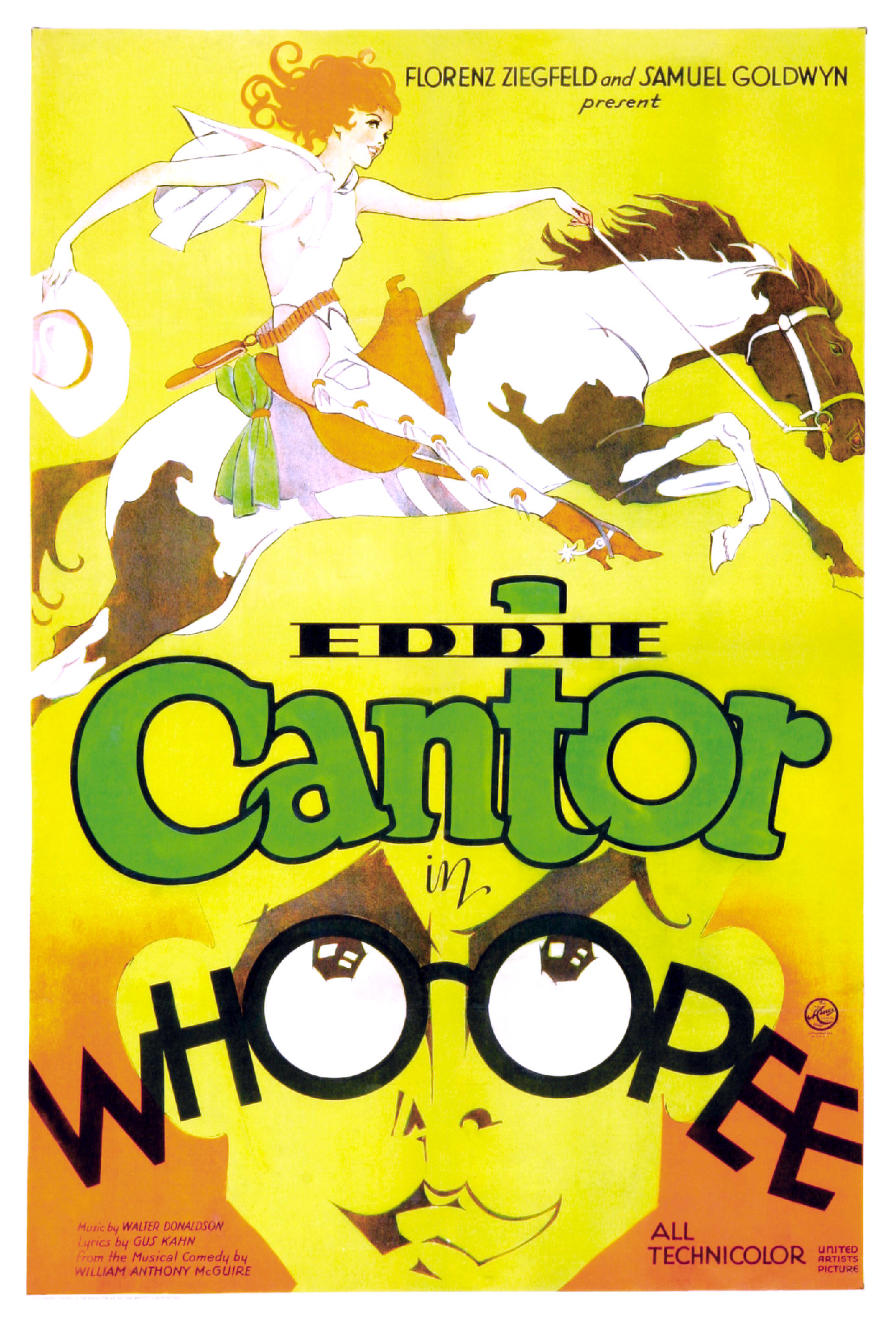

Whoopee a contribué à la célébrité d'Eddie Cantor, qui était déjà à l'époque connu pour les comédies musicales à Broadway, et a été le début d'une longue et fructueuse collaboration entre Eddie Cantor et Samuel Goldwyn. Le film a fait l'objet d'un remake en 1944 sous le titre Un fou s'en va-t-en guerre (Up in Arms).

## Synopsis
Le shérif Bob Wells se prépare à épouser Sally Morgan, mais celle-ci est amoureuse de Wanenis, un métis indien. Sally s’enfuit du mariage avec l'hypocondriaque Henry Williams, qui pense qu'il ne fait que la raccompagner ; mais Sally a laissé un mot disant qu'ils se sont enfuis. Bob, Mary, l'infirmière d'Henry (qui tente de le séduire) et d'autres personnes se lancent à leur poursuite.

## Fiche technique
- Réalisation : Thornton Freeland
- Scénario : William M. Conselman, Robert Hobart Davis, E.J. Rath, William Anthony McGuire, d'après la pièce d'Owen Davis Whoopee! (1928)
- Production : Samuel Goldwyn, Florenz Ziegfeld Jr.
- Direction artistique : Richard Day
- Société de distribution : United Artists
- Photographie : Lee Garmes, Ray Rennahan, Gregg Toland (Technicolor)
- Montage : Stuart Heisler
- Musique : Nacio Herb Brown, Walter Donaldson, Edward Eliscu (en)
- Pays d'origine :  États-Unis
- Format : noir et blanc et 2-strip Technicolor
- Genre : comédie musicale
- Durée : 101 minutes
- Dates de sortie : 
  - États-Unis : 30 septembre 1930
  - France : 6 mars 1931

## Distribution
- Eddie Cantor : Henry Williams
- Ethel Shutta : Mary Custer
- Paul Gregory : Wanenis
- Eleanor Hunt : Sally Morgan
- Jack Rutherford (en) : Sheriff Bob Wells
- Walter Law : Jud Morgan
- Spencer Charters : Jerome Underwood
- Albert Hackett : Chester Underwood
- Chief Caupolican : le chef indien Black Eagle
- Ed Brady : Ed
- Le chœur : dont Barbara Weeks, Jean Howard, Muriel Finley

## Distinctions
- Richard Day a été nommé pour l'Oscar de la meilleure direction artistique en 1931.